# Gari (Afrikanische Küche)

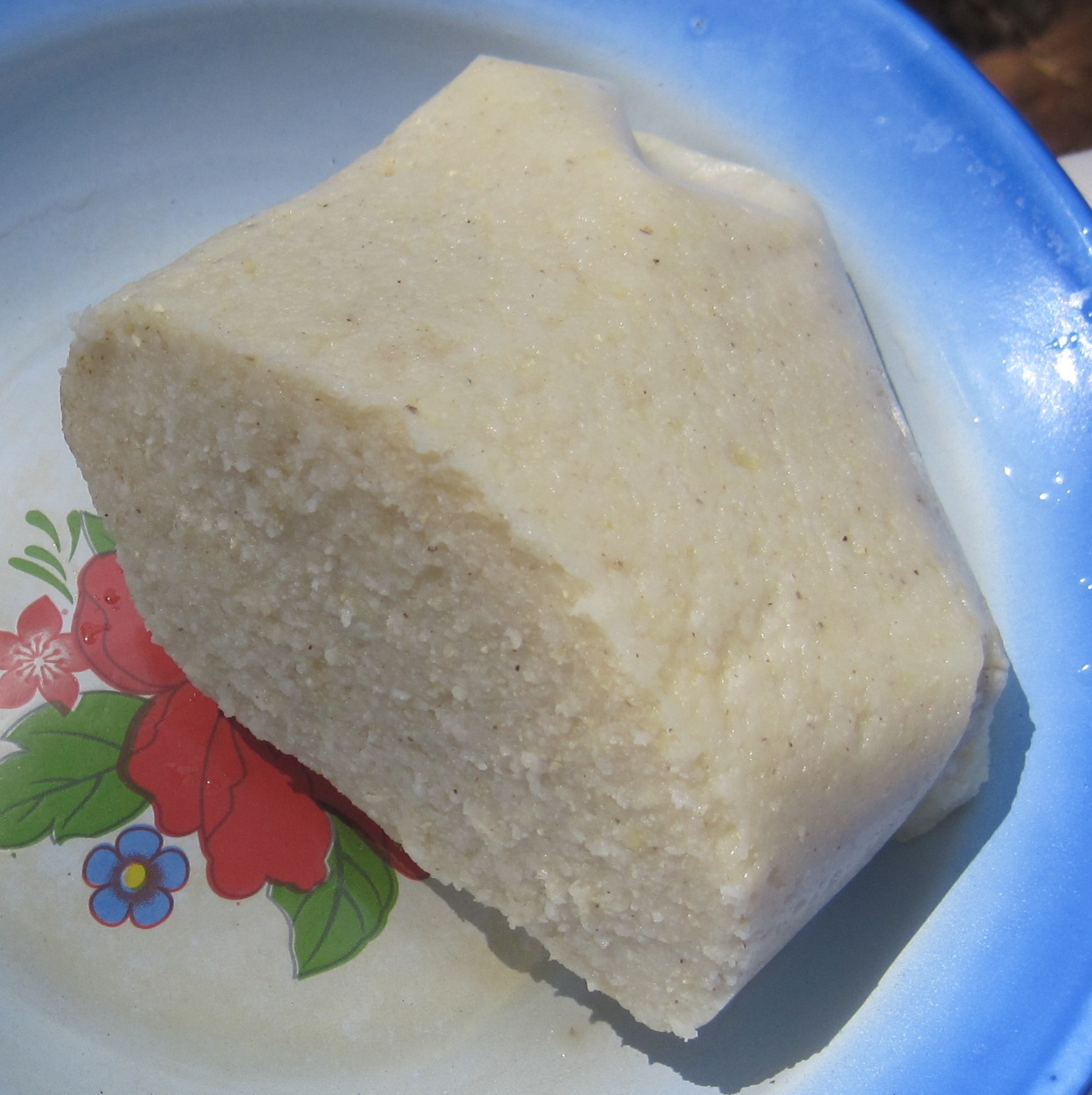
Gari in Kamerun

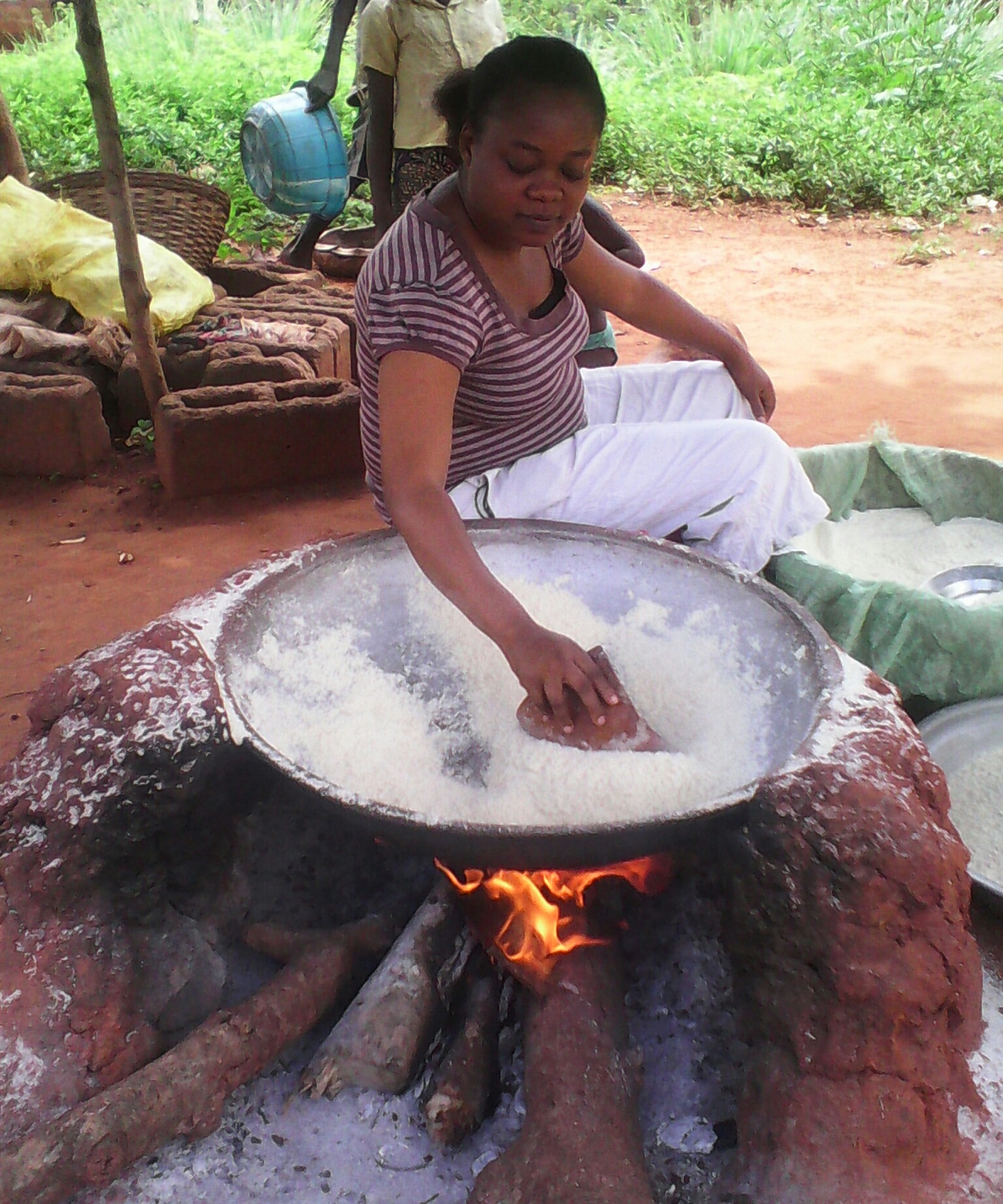
Gari in Nigeria

Gari ist ein Maniokprodukt aus Afrika. 
Die geschälten, gewaschenen und geriebenen Knollen werden dabei zur Fermentation in Säcke gepackt und nach einigen Tagen getrocknet.  Dabei entsteht ein helles Pulver, das lange lagerfähig ist.  Es kann wie Instantpolenta mit heißem Wasser zu einem Brei angerührt werden.  Der Geschmack ist neutral und leicht säuerlich.
In Westafrika ist Gari die Hauptverarbeitung von Maniok.